# Autoschleuse Tauernbahn

Logo

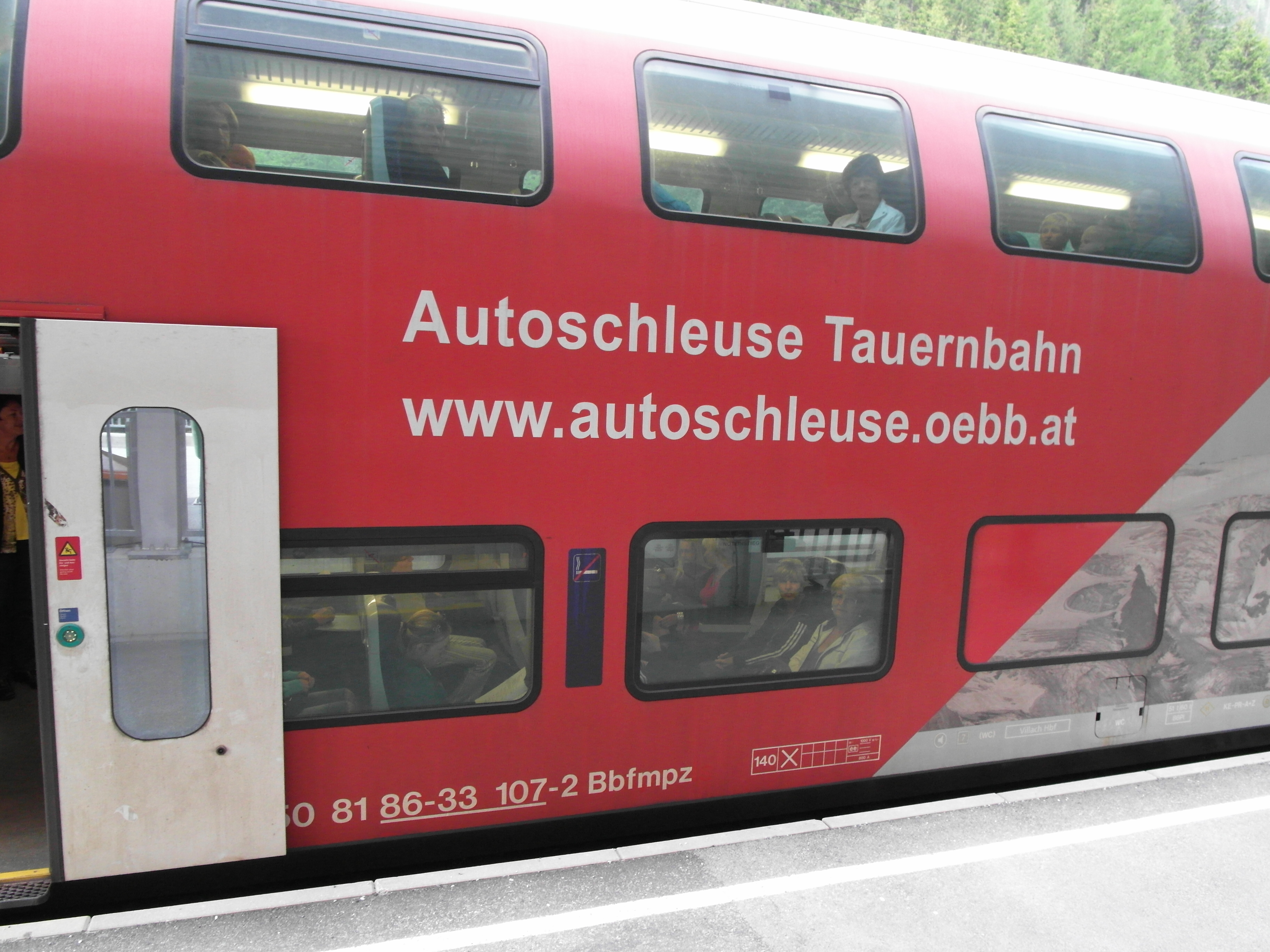
Doppelstock-Steuerwagen

Die Autoschleuse Tauernbahn (oder kurz Tauernschleuse bzw. ASTB) ist eine im regelmäßigen Pendelverkehr betriebene Zugverbindung durch den Scheiteltunnel der Tauernbahn von Böckstein nach Mallnitz. Sie dient hauptsächlich dem Transport von Straßenfahrzeugen und deren Insassen, kann aber auch von Fahrgästen ohne Fahrzeug genutzt werden. Zwischen den Orten existiert keine direkte Straße.

## Strecke
Ihre 11,75 km lange Strecke ist ein Teilstück der Tauernbahn und enthält den 8,37 km langen Tauern-Bahntunnel, der den Alpenhauptkamm in einer Höhe von 1226 m ü. A. durchquert. Die Strecke zwischen den Bahnhöfen Böckstein und Mallnitz-Obervellach verbindet das Gasteinertal in Salzburg (im Norden) mit dem Mölltal in Kärnten (im Süden).
Zwischen diesen beiden Orten gibt es keine direkte Straße, jedoch Wanderwege, historisch Saumwege, über die Gasteiner Tauern mit 2414 bzw. 2459 m ü. A. Passhöhe. Vom Norden her führt die Gasteiner Straße B167 genau bis zum nördlichen Verladebahnhof Böckstein, vom Süden her die  Mallnitzer Straße B105 zu jenem in Mallnitz.
Die Zug-Fahrzeit durch die Tauernschleuse beträgt ca. 12 Minuten. Dazu kommt gegebenenfalls Zeit für das Beladen mit Kfz bzw. Fahrrädern, das Freirangieren der Autotransportwaggons am Ziel und das Abladen der Kfz bzw. Fahrräder sowie ggf. eine Wartezeit bis zur Abfahrt.

## Verladung
Die Verladung der Kfz – durch die Kfz-Lenker selbst – erfolgt nur auf einer Ebene und ist breiten-, höhen-, längen- und gewichtsbeschränkt auch für Lkw und Busse möglich. Die Einfahrt erfolgt seitlich, die Ausfahrt in Fahrtrichtung vorne. Motorräder werden von Bahnpersonal verzurrt und müssen frühzeitig auffahren; für Fahrräder wird im Sommerhalbjahr ein extra Radwaggon mitgeführt. Auch Fußgänger ohne Fahrzeug, etwa Skisportler, werden mitgenommen.
1960–2001 durften die Insassen zur Beschleunigung der Abfertigungszeit im Kfz sitzen bleiben; das ist jedoch seither aus Sicherheitsgründen wieder untersagt. Der Preis für ein Kfz inkludiert auch die Insassen, der für das Rad den Radfahrer.

## Verkehre
| Linie | Strecke                          | Taktfrequenz |
| ----- | -------------------------------- | ------------ |
|       | Böckstein – Mallnitz-Obervellach | Stundentakt  |

- Erster/letzter Zug ab Böckstein um 06:20/23:20
- Erster/letzter Zug ab Mallnitz-Obervellach um 05:50/22:50

## Rollendes Material
Neben einer Lok und den einstöckigen Niederflurtransportwaggons kommt es zum Einsatz eines Doppelstock-Personenwaggons und saisonal eines Fahrradtransportwaggons. 
Seit 22. Juni 2006 werden überdachte Niederflurwaggons als Überstellwagen für die Kfz eingesetzt, wodurch etwa wieder die Möglichkeit geschaffen wurde, bis 3,80 m hohe Busse mitzuführen. Die Bahnsteighöhe wurde entsprechend angepasst, auch drei Niederflurpersonenwaggon kommen ab 2006 zum Einsatz. Während des Winters griff das Salzwasser, welches durch die Wärme im Tunnel von den Autos abtropfte, die Bodenbleche stark an, wodurch schon 2016 deren Neulackierung notwendig war.
2015 fuhr eine Garnitur aus
- Zuglok ÖBB 1016
- die Abfolge für den Kfz-Transport selbst
- ÖBB 8633 Doppelstock-Niederflur-Steuerwagen am Zugende[4]

2016 bis 2020 fuhr eine Formation aus
- ÖBB 8633 Doppelstock-Niederflur-Steuerwagen
- im Sommer für den Fahrradtransport ein 1. Klasse/Gepäcksabteil Eurofima-Wagen
- die Abfolge für den Kfz-Transport selbst[5]
- Zuglok 1x16

## Parallele Alpenquerungen via Straße
Westlich der Bahnverladestrecke verläuft der Felbertauerntunnel sowie die nur saisonal nutzbare Großglockner Hochalpenstraße.
Östlich verläuft die Tauern Autobahn sowie die Straße über Obertauern und den Katschbergpass.